# محمد الزغبي
الشيخ محمد بن عبد الملك الزغبي داعية إسلامي مصري حاصل على الإجازة العالية في اللغة العربية من جامعة الأزهر. عضو العلاقات العامة العربية، مؤلف مساهم برابطة العالم الإسلامي بمكة المكرمة قسم الإعجاز العلمي في الكتاب والسنة.

## مولده
ولد محمد بن عبد الملك الزغبي بقرية ديمشلت مركز دكرنس محافظة الدقهلية بجمهورية مصر العربية وذلك في يوم 4 يوليو 1964م.

## عائلته[1]
والده: هو عبد الملك بن محمد الزغبي شغل العديد من الوظائف قام بتحفيظ ابنه محمد ألفية ابن مالك كاملة كما قام بتحفيظه كتاب الله وهو صغير، كما قام بتحفيظ الابن الأصغر عبد اللطيف القرآن كاملاً بأحكامه، وكان محمد وهو صغير إذا أُصيبَ بالفتور أجلسه بين يديه وشرح له باباً أو فصلاً أو كتاباً صغيراً كاملاً.
جده: هو محمد الزغبي، كان يدرس القراءات للقراء المعروفين والمشاهير، وكان له كتاب يحضره القاصي والداني، تخرج منه المئات من القراء والدعاة والعلماء.
وكان إماماً في المذهب المالكي وكتب المصحف بخطه لكن لم يكمله وكان خطه أجمل من رسم الآلة للخطوط
أمه: هي أم محمد بنت يوسف المهدى.
أشقاؤه: له شقيقتان متزوجتان، وخمسة أشقاء ذكور هم: 
- علي: مدرس.
- إبراهيم: مدرس أيضا ومسجل مترجم مساهم برابطة العالم الإسلامي – قسم هيئة الإعجاز العلمي بالكتاب والسنة.
- أحمد: مؤلف ومؤلفاته مشهورة كثيرة وآخرها مجلد «السنن المهجورة والبدع المشهورة».
- محمود: صاحب الموسوعات الشرعية، وموسوعة الزكاة الكبرى.
- وعبد اللطيف: حاصل على كلية أصول الدين، وهو من طلاب العلم والمتخصصين في علم الحديث.

## الإجازات والمسابقات التي حصل عليها الشيخ[1]
- حاصل علي المركز الأول في مسابقة الشباب المسلم عام 1979.
- حاصل علي المركز الأول في مسابقة تنظيم النسل والتوزيع الجغرافي بمصر عام 1980.
- حاصل علي المركز الأول في مسابقة الخطبة النموذجية بمساجد محافظة الأحمدي بالكويت عام 1999.
- حاصل علي المركز الأول في مسابقة جريدة (المسلمون) الدولية تحت عنوان «حل مشكلة البطالة من منظور إسلامي» (12/1990).
- حاصل علي المركز الأول في المسابقة الأدبية السابعة بدولة الكويت في الخطابة وكذا علي المركز المتقدم في القصة، والرسالة.
- حاصل علي (45) درعا تكريما من وزارة التربية والهيئات والمؤسسات الخيرية والمؤتمرات العلمية والشرعية الدولية بالكويت.
- حاصل علي (22) شهادة تقدير من العديد من الجهات العلمية والدينية.
- حاصل علي درعين شرفيين من سفارة مصر بالكويت إثر الجهود العلمية والشرعية.
- حاصل على المركز الأول في مسابقة المسجد المتميز على مستوى محافظة الأحمدي والأول على مستوى دولة الكويت لعام 2004-2005.

## الدورات والمؤتمرات التي شارك فيها[1]
- دورة ابن باز الشرعية العلمية بالكويت حيث قام بتدريس مادة العقيدة كتاب لمعة الاعتقاد.
- دورة العلوم الشرعية بمحافظة الأحمدي بمسجد الخزام حيث قام بشرح الإتقان في علوم القرآن للسيوطي في مجلدين والدورة تابعة لوزارة الأوقاف الكويتية.
- دورة العقيدة بمسجد الهبدان بالكويت وقام بشرح معارج القبول في مجلد واحد والدورة تابعة لوزارة الأوقاف.
- الدورة الشرعية لنساء الكويت - بضاحية صباح السالم - اللجنة النسائية وتم شرح كتاب لمعة الاعتقاد.

فضلا عن العديد من الدورات والمحاضرات الإقليمية والدولية. وقد شارك الشيخ في سائر المؤتمرات الشرعية الإقليمية والدولية بدولة الكويت، وآخرها أنا والآخر، كما أن للشيخ برنامج ثابت بإذاعة القرآن الكريم – الكويت – (على طريق الإيمان)، كما له مشاركات عديدة بتليفزيون الكويت.

## المناظرات التي خاضها[1]
- خاض ثلاث مناظرات مع الشيعة:
- * 1- أولاها بمدينة المنصورة بالجمعية الشرعية، وقد حضرها الآلاف من الجمهور في درسه الأسبوعي «الثلاثاء».
- * 2- المناظرة الثانية ببيت أحد الأخوة بمساكن الجمعية.
- * 3- المناظرة الثالثة بمنزل شيعي بمدينة المنصورة.
- خاض مناظرة مع الطائفة الأحمدية ومثلها عالمان أحدهما كشميرى والثاني باكستاني، وكان ذلك بديوان مسجد مطلق الخزام بالفحاحيل بدولة الكويت في حضور طلاب العلم.
- مناظرة مع رأس من رؤوس التكفيريين بالفحاحيل بديوان مسجد فايز الدبوس بالكويت
- مناظرة مع مجموعة من طلاب العلم الكويتيين بشأن صلاة التراويح حيث يقولون ببدعية صلاتها خلف امام في رمضان، واصدروا كتاباً بذلك وناظروا ثلاثة من مشايخ المملكة العربية السعودية ثم الأخيرة مع الشيخ/ محمد الزغبي بديوان مسجد مطلق الخزام بالفحاحيل، وهي مسجلة.
- مناظره كبرى مع رؤوس الطرقيين – الصوفية – بحي الجلاء بمدينة المنصورة وحضرها منهم المئات.
- المناظرة الفردية عبر التلفاز مع الطائفة الأحمدي.

## كتب ومؤلفات
قام الشيخ بتحقيق العديد من الكتب منها، إحياء علوم الدين لأبي حامد الغزالي، إغاثة اللهفان لابن القيم، الداء والدواء لابن القيم، عدة الصابرين لابن القيم، قصص الأنبياء لابن كثير، تنبيه الغافلين للسمرقندي، رياض الصالحين للإمام النووي بالاشتراك مع شقيقه (محمود الزغبي).
له العديد من المؤلفات منها: 
- صحيح أهوال القبور
- إبليس للمسيح الدجال
- الحجاب
- الويل لك يا تارك الصلاة
- أهوال القبور
- 100 سؤال وجواب في الجنة والنار
- 100 سؤال وجواب في كل مايهم العروسين
- تحفة العروس وبدع الأفراح
- وصية ميت (مجلد)
- الخائفون من الله
- رهبان الليل
- لطائف العلماء
- مناظرات الأئمة
- تزكية النفوس
- فزع الموت
- علامات الساعة
- أهوال القيامة
- أنيس الصالحين
- النساء أكثر أهل النار
- صحيح عذاب القبر ونعيمه
- قصص الأنبياء الأطفال
- صور من حياة الصحابة للأطفال
- شهداء الصحابة للأطفال
- القبر يتكلم
- غسل الميت
- سلسلة القصص الديني

وكذلك له مجموعة من الكتب الفكرية والعقدية منها:
- الإنصاف فيما بين أنصار السنة ومجمع الإيمان من خلاف.
- الرد الجسور على من أنكر زيارة النساء للقبور.
- وقفة الأبناء مع العلماء الأجلاء: وقفات مع الشعراوي، وإبن باز، وابن عثيمين، وغيرهم.
- مقارنة الأديان حول كلمة التوحيد.
- حرب اليهود على الله.
- حرب الغرب على الإسلام والنبي.
- القرآن يتحدى.
- صرخة إلى العصاة.

للشيخ كتابات في جريدة الوطن الكويتية، وكان آخرها فتاوى الزكاة والعيد، وسلسلة «الموسوعة الفقهية للأسرة العصرية» وطبعت بالكويت.

## وصلات خارجية
- صفحته على موقع طريق الإسلام